# Honggosoco
Honggosoco is een bestuurslaag in het regentschap Kudus van de provincie Midden-Java, Indonesië. Honggosoco telt 8713 inwoners (volkstelling 2010).